# Umschlag (Logistik)

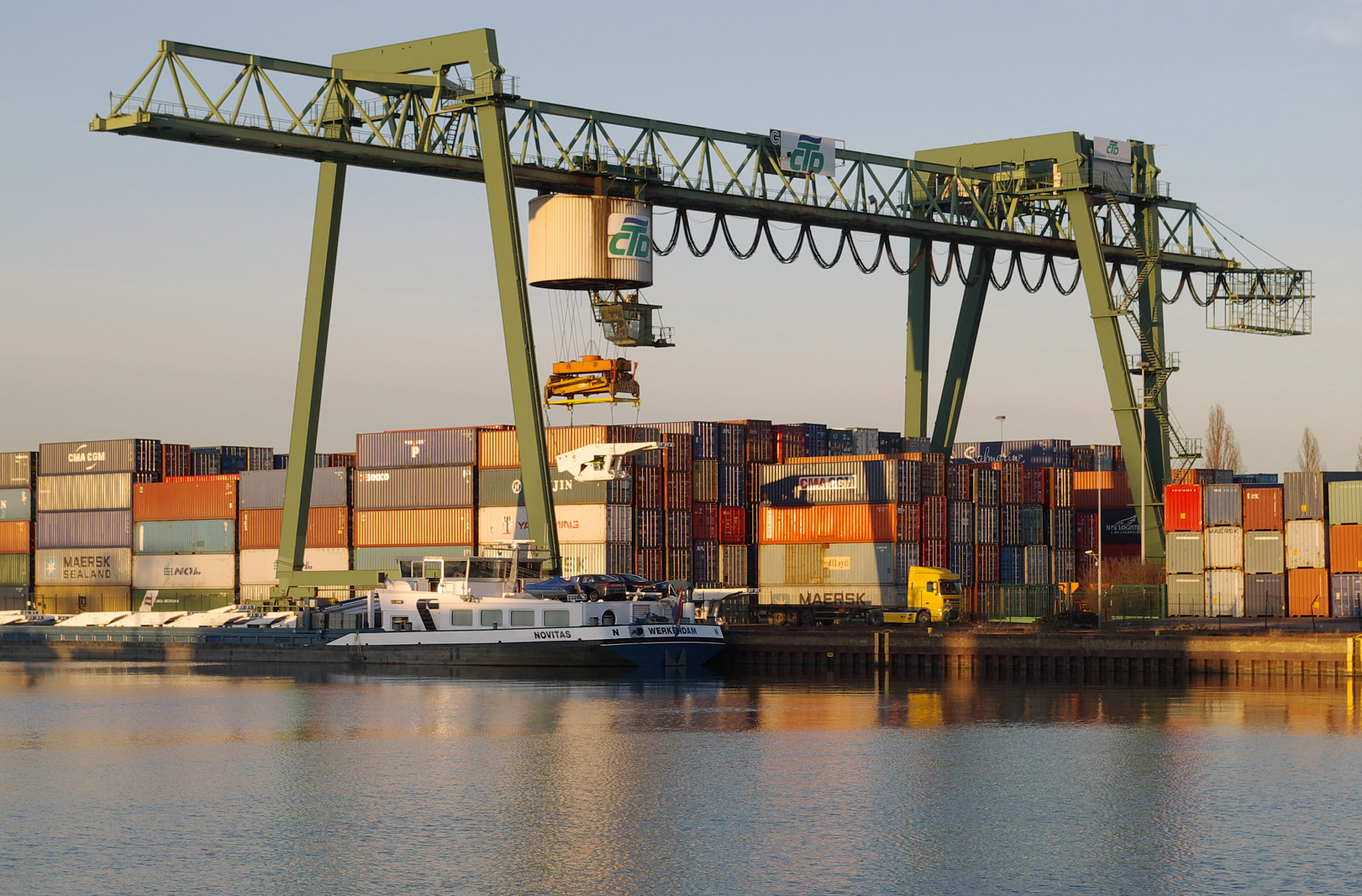
Der Güterumschlag benötigt Umschlaggeräte: Verladebrücke im Dortmunder Hafen

Der Umschlag (oder Güterumschlag) ist in der Logistik und im Transportwesen beim Gütertransport der Wechsel des Transportmittels und/oder des Transportweges innerhalb einer Liefer- oder Transportkette. Pendant ist beim Personentransport das Umsteigen.

## Allgemeines
Der Umschlag (oder das Umschlagen) ist in der Logistik neben dem Lagern und dem Transport einer der drei Hauptprozesse (TUL-Prozesse). Die Transport-, Umschlag- und Lagerfunktion hat die Aufgabe, bei geringstmöglichem Material- und Zeitaufwand eine optimale Nutzung der Transportkosten und des Lagerraums zu gewährleisten. Die zu diesem Zweck erforderliche Transformation der Güter hinsichtlich Raum, Zeit und Zusammensetzung hat dabei zum Ziel, das richtige Gut in der richtigen Menge zur richtigen Zeit am richtigen Ort bei minimaler Umweltbelastung zu transportieren. Beim Umschlag handelt es sich um die Aufnahme eines Transportgutes in ein Transportmittel (Verladung) oder die Entladung aus einem Transportmittel (Abladung). Der Umschlag umfasst alle Förder- und Lagervorgänge beim Übergang eines Transportgutes auf ein Verkehrs- oder Transportmittel, beim Abgang der Güter und deren Wechsel des Transportmittels. Deshalb ist auch die Überführung von Gütern aus dem Lager in das Transportmittel und umgekehrt ein Umschlag.

## Umschlagsprozess
Der Umschlag ist ein Vorgang, bei dem Güter das Transportmittel wechseln wie es beim kombinierten Verkehr erforderlich ist. Beispielsweise wechselt das Frachtgut beim Vorlauf von einem Lastkraftwagen am Hafen für den Hauptlauf auf ein Frachtschiff oder am Güterbahnhof auf einen Güterzug, um im Nachlauf wieder von einem Empfangsspediteur zum Empfänger transportiert zu werden. Die Begriffe Be- und Entladen werden teilweise synonym zum Umschlag gebraucht oder stehen für das Verladen. Teilweise werden zum Umschlagen auch noch das Sortieren, Einlagern, Auslagern und Kommissionieren hinzugezählt.
In DIN 30781-1 wird das Umschlagen definiert als „Gesamtheit der Förder- und Lagervorgänge beim Übergang der Güter auf ein Transportmittel, beim Abgang der Güter von einem Transportmittel und wenn Güter das Transportmittel wechseln.“ Der Umschlag kann manuell, maschinell oder automatisch durchgeführt werden. Die Umschlagleistung ist die Menge der pro Zeiteinheit (z. B. Jahr, Monat, Tag, Stunde) umgeschlagenen Güter. Die Umschlagrate gibt an, wie oft der mittlere Jahresbestand eines Lagers umgeschlagen wird (Lagerumschlagshäufigkeit). Der Bestand kann dabei wertmäßig (z. B. in Euro) oder mengenmäßig (z. B. in Tonnen) angegeben werden.

## Umschlagpunkte
Der Ort des Umschlages wird Umschlagpunkt genannt. Der Umschlagpunkt kann sich innerhalb eines Betriebsgeländes befinden als Teil des innerbetrieblichen Materialflusses (Intralogistik). Er kann auch die Schnittstelle zwischen dem inner- und dem außerbetrieblichen Transport sein, zum Beispiel wenn Waren vom Fertigteilelager auf einem LKW geladen und zu Kunden transportiert werden.
An Häfen, Flughäfen, Bahnhöfen (etwa auf Umschlagbahnhöfen) und Güterverkehrszentren können außerbetriebliche Umschläge stattfinden. Oft werden dabei die Liefermengen mehrerer Sender gebündelt und dann gemeinsam transportiert (Sammelgutverkehr), wobei Transportkosten eingespart werden. Dabei kann es zu einem Wechsel des Verkehrsträgers kommen. Ein Flughafen kann der Hauptumschlagspunkt (englisch hub) sein, von dem aus Luftfracht oder Luftpost zu anderen Flughäfen verteilt werden (englisch Hub and Spoke).

## Umschlaggeräte
Umschlaggeräte sind technische Anlagen, mit denen der Umschlag durchgeführt wird. Es kann sich dabei um einfache Gabelhubwagen oder Krane handeln. Für den Containerumschlag in Häfen und Bahnhöfen werden häufig Portalkrane eingesetzt, die meist wie Verladebrücken auf Schienen fahren. Der Transport einzelner Container innerhalb eines Hafens oder Bahnhofgeländes erfolgt mit Portalhubwagen (englisch straddle carrier). Daneben gibt es noch Reach-Stacker oder Seitenlader.

## Güterumschlag
Der Güterumschlag ist eine betriebs- oder volkswirtschaftliche Kennzahl, die insbesondere als Maßstab für die Betriebsgröße eines Umschlagplatzes (Bahnhof, Flughafen, Hafen) dient. Es handelt sich meist um ein in Tonnen angegebenes Gewicht von Gütern, die an einem Umschlagplatz von Transportmitteln entladen oder auf solche beladen werden. Der Containerumschlag wird in Twenty-foot Equivalent Unit (TEU) gemessen. 
Weltweit führen im Containerumschlag folgende Seehäfen:
| Seehafen        | Staat               | Containerumschlag 2019 (in Tausend TEU) |
| --------------- | ------------------- | --------------------------------------- |
| Shanghai        | Volksrepublik China | 43.303                                  |
| Singapur        | Singapur            | 37.195                                  |
| Ningbo-Zhoushan | Volksrepublik China | 27.530                                  |
| Shenzhen        | Volksrepublik China | 25.770                                  |
| Guangzhou       | Volksrepublik China | 23.236                                  |
| Busan           | Südkorea            | 21.992                                  |
| Qingdao         | Volksrepublik China | 21.010                                  |
| Hongkong        | Hongkong            | 18.361                                  |

Weltweit führend sind die Häfen der Volksrepublik China.

## Wirtschaftliche Aspekte
Die Transportkosten eines Gütertransports sind höher, wenn beim gleichen Transportweg mindestens ein Umschlag erforderlich wird und das Transportmittel gewechselt werden muss. Beim Direkttransport ohne Umschlag während der Transportkette sind die Transportkosten und die Fahrzeit geringer. Der Wechsel des Transportmittels im multimodalen Verkehr erhöht jedoch nicht nur die Transportkosten, sondern auch das Transportrisiko, weil es beim Umschlagen zu Verspätungen in der Transportkette kommen kann, die sich als Dominoeffekt auswirken und beim Empfänger mit Just-in-time-Produktion zu Betriebsstörungen führen kann. 
In der Verkehrsstatistik ist der Güterumschlag die Grundlage für die Berechnung der  Verkehrsleistung, dem Produkt aus Güterumschlag und Wegstrecke; Maßgröße sind die Tonnenkilometer. Pendant sind im Personenverkehr das Passagieraufkommen bzw. die Personenkilometer.  